# Eday
Eday (staronorsky Eiðøy, skotsky Aidee) je se svou rozlohou 27,45 km² v pořadí devátý největší ze sedmi desítek ostrovů v Orknejském souostroví. Z administrativního hlediska je ostrov v rámci Spojeného království součástí skotské správní oblasti Orkneje.

## Geografie
Eday leží uprostřed nejsevernější skupiny Orknejských ostrovů. Má protáhlý tvar, jeho délka ve severojižním směru činí zhruba 12 km. V nejužším místě mezi Sands of Doomy a zátokou Bay of London je však široký pouze zhruba 500 metrů.

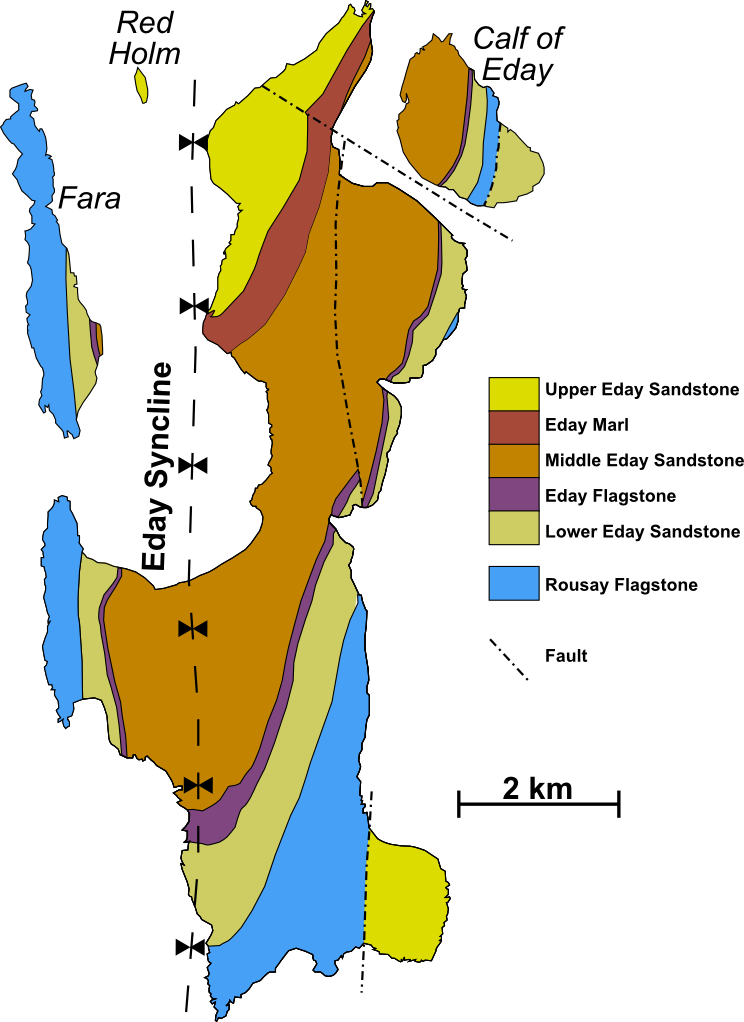
Geologická mapa ostrova

Na severu s ním sousedí menší ostrov Calf of Eday, na východě podstatně větší Sanday, na jihovýchodě Stronsay se skupinou menších ostrůvků, na jihu je nejblíže ostůvek Muckle Green Holm a za ním větší Shapinsay, na jihozápadě Egilsay, Wyre a Rousay, severněji je nejblíže Faray a za ním se pak na severozápadě rozkládá Westray, téměř dvakrát větší, než Eday. Nejvyššími body ostrova Esay jsou Ward Hill (101 m n. m.) a Flaughton Hill (100 m n. m.).
Eday patří mezi obydlené ostrovy, podle sčítání zde v roce 2011 žilo 130 obyvatel. Jako největší sídlo je označována malá osada Backaland, ležící v jižní části ostrova.
Typickou horninou v tomto regionu, zahrnující severní pobřeží Skotska, Orkneje a jih Shetland, je tzv. Old Red Sandstone (v doslovném překladu „starý červený pískovec“). Jedná se o až 800 metrů mocnou vrstvu sedimentárních hornin, které vznikly v období devonu v oblasti zdejší Orcadské pánve. Ostrov Eday je veden jako typová litostratigrafická lokalita Eday Group. Z hlediska praktického využití lze tento kámen celkem snadno těžit, červený pískovec z oblasti Fersnesské zátoky a kopce Fersness Hill na západě ostrova Eday byl například použit ve 12. století na stavbu katedrály svatého Magnuse ve správním centru Orknejí Kirkwallu.
Uprostřed severní části ostrova se nachází jezero Mill Loch, které je zařazeno mezi 36 orknejských lokalit zvláštního vědeckého významu (Sites of Special Scientific Interest, SSSI). Důvodem je, že tato vodní plocha o rozloze 10 ha je nejvýznamnějším hnízdištěm potáplice malé na Britských ostrovech.

## Historie
Podobně, jako je tomu na jiných ostrovech Orknejského souostroví, i na ostrově Eday se nacházejí památky z doby zdejšího neolitického osídlení. Na návrší Vinquoy v severní části ostrova je neolitický komorový hrob o průměru 17 metrů, skládající se uvnitř z centrální komory a čtyř přilehlých výklenků. Další dva komorové hroby se nacházejí v lokalitách Braeside a Huntersquoy a třetí podobný hrob je na přilehlém ostrově Calf of Eday.
Severně od jezera Mill Loch se tyčí 4,5 metrů vysoký megalit Stone of Setter, nejvyšší kamenný monolit v Orknejském souostroví. Na ostrově Eday se nacházejí i památky z doby bronzové, jako například kamenná ohrada Fold of Setter o průměru 85 metrů. V Linkataingu na severozápadě ostrova byly odkryty pozůstatky velkého kruhového domu a kamenné žernovy z doby železné.
Mezi místní pamětihodnosti patří i rozlehlé panské sídlo Carrick House na severním pobřeží ostrova u průlivu Calf Sound. Název dobře zachované usedlosti odkazuje na jméno Johna Stewarta, hraběte z Carricku, který byl od roku 1632 držitelem ostrova Eday (na kamenné bráně sídla je vyznačen rok výstavby domu 1633).

## Galerie

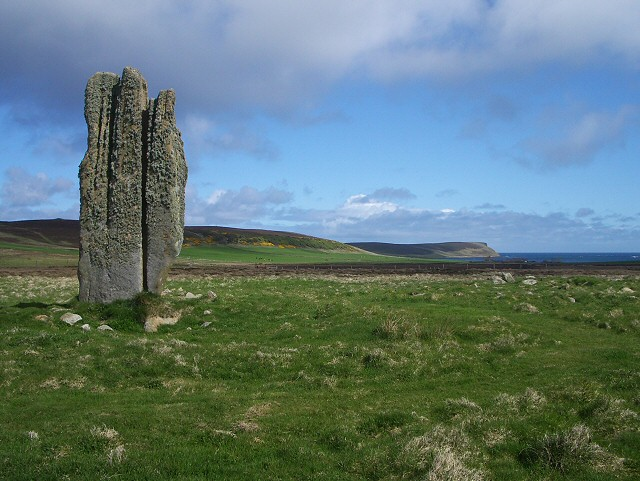
Stone of Setter poblíž jezera Mill Loch
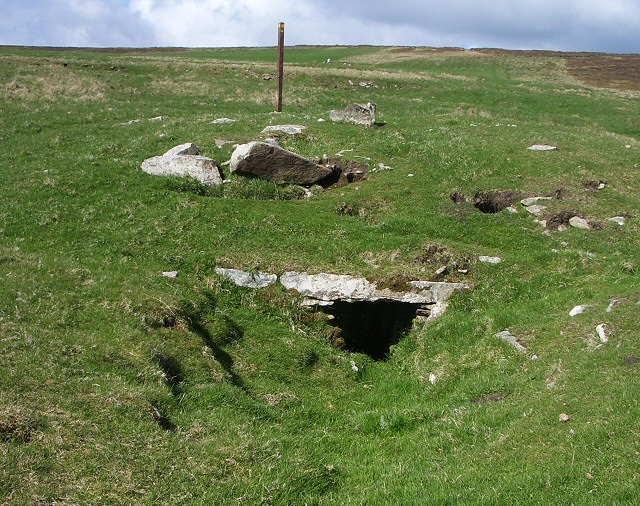
Komorová hrobka Huntersquoy
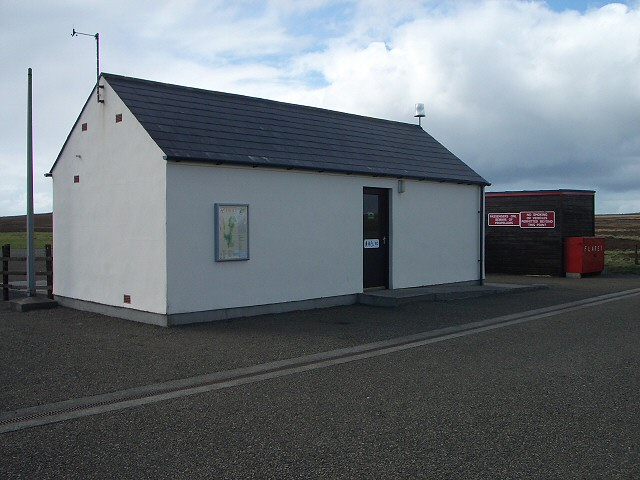
Budova na letišti London Airport, Eday
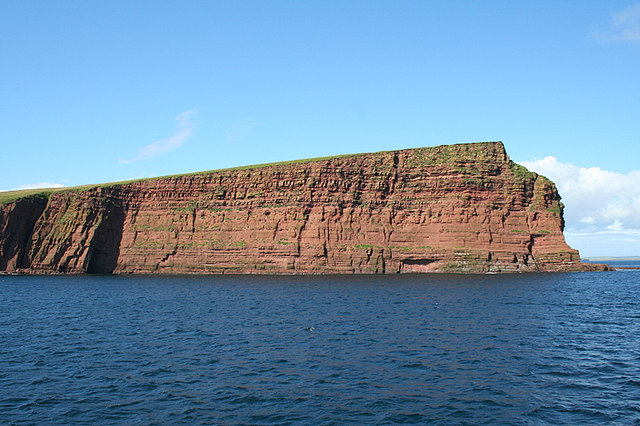
Pískovcový útes Red Head na severu
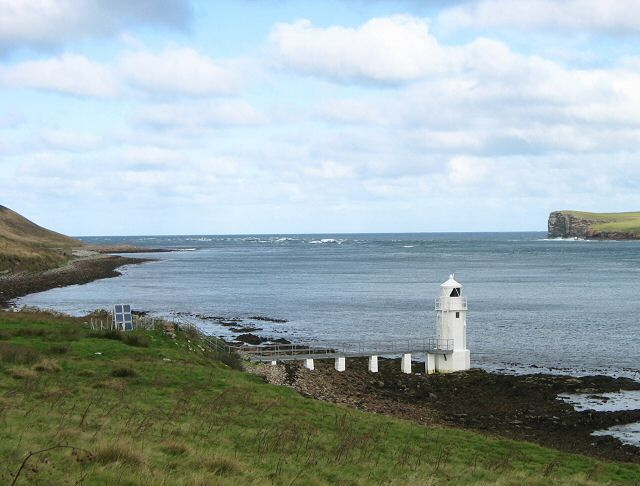
Maják v průlivu Calf Sound
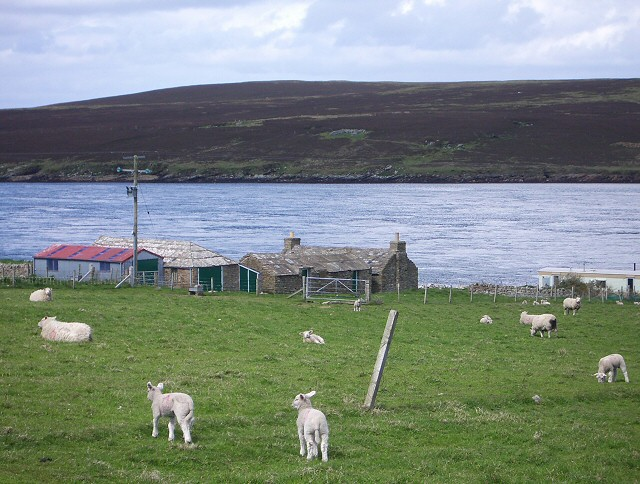
Farma v osadě Calfsound